# Аватар (Толкин)
Аватар је област у измишљеном свету Средње земље у делима Џ. Р. Р. Толкина.
Аватар је пустињска област на југу континента Аман. Налази се између Пелори Планина и мора. Назив значи „сенке“, и потиче од тога што је тај предео био доста мрачан и хладан пустињски предео. У тој земљи је живела Унголијанта, „Велики паук“, која је уништила Дрвеће Валара.